# Xanthorhoe loxocyma
Xanthorhoe loxocyma là một loài bướm đêm trong họ Geometridae.